# Consul ordinarius
Consul ordinarius was een gewone consul die bij het begin van het jaar werd aangesteld.
Twee consules ordinarii worden het jaar tevoren gekozen door de comitia centuriata en zijn dan de consules designati van dat jaar. Het jaar daarop worden als consules ordinarii aangesteld. Een van hen moest na 367 v.Chr. van plebeiische afkomst zijn.

## Beknopte bibliografie
- Woordenboek Latijn/Nederlands